# Lasioglossum apostoli
Lasioglossum apostoli är en biart som beskrevs av Ebmer 1970. Lasioglossum apostoli ingår i släktet smalbin, och familjen vägbin. Inga underarter finns listade i Catalogue of Life.